# Макс Фриш
Макс Рудолф Фриш (Цирих, 15. мај 1911 — Цирих, 4. април 1991) је био швајцарски писац и архитекта. Најпознатији његови романи су Штилер, Хомо Фабер и Нека ми име буде Гантенбајн.
У центру Фришовог стваралаштва стоје често човекови конфликти са самим собом при чему предочени проблеми важе као типични за постмодерног човека: проналазак и потврђивање сопственог идентитета, посебно у односу са другима, затим склапање сопствене биографије, подела између полова и њено укидање као и проблем језика и шта се њиме уопште може рећи. Његов познати „Дневник“, који обухвата раздобље између 1946. до 1949. године, повезује аутобиографске елементе са фикционалним. Тако Фриш проналази нову литерарну форму, која му у потпуности одговара и која рефлектује његова бројна путовања. Након што је неколико година живео у иностранству, Фриш је почео критички да пише о Швајцарској, својој домовини.

## Биографија
Своја прва дела Фриш је написао још као гимназијалац. Имајући потпуни слободу од стране родитеља при одабиру факултета, Фриш је 1930. уписао студије германистике на универзитету у Цириху. Међутим, убрзо је увидео да му студије неће помоћи у намери да стекне списатељски занат какав је очекивао. Као изборни предмет имао је форензичку психологију што му је омогућило да се позабави дубље питањима човечије екгзистенције.
Почео је да ради за једне циришке новине где је писао есеје на тему „Шта сам ја?“ што је представљало почетак његовог слободног деловања као писца и главна проблематика готово свих његових будућих дела. Поред рада у новинама, држао је и курсеве на универзитету. Његов рад је био аполитичан и концентрисан на аутобиографска самоистраживања и обрађивање приватних доживљаја, као што је нпр. растанак са 18-годишњом глумицом Елзом Шебестом у коју је био заљубљен. Мало ових текстова је ушло у његов књижевни опус. Још током њиховог настанка, Фриш је имао утисак да га задирање у сопствену душу толико опчинило па је због тога одлучио да скрене мисли од тога физичким радом.
Од фебруара до октобра 1933. године испунила му се дугогодишња жеља да путује као репортер. Станице су му биле Праг, Будимпешта, Београд, Сарајево, Дубровник, Загреб, Истанбул, Атина и Рим. Дожиљаје са тих путовања искористио је за свој први роман Јирг Рајнхарт. Летње судбинско путовање (Jürg Reinhart. Eine sommerliche Schicksalsfahrt). Главни јунак Јирг Рајнхарт је уједно и Фришов алтер его који покушава да током путовања по Балкану нађе своје место у друштву.
1937. објавио је свој други роман „Одговор из тишине“ (Antwort aus der Stille) у ком обрађује тему „мушког деловања“ што се заправо односило на грађански начина живота. Након тога одустаје од списатељског позива и почиње да студира архитектуру 1936. године. Током Другог светског рата почиње поново да пише када је обављао посао митраљесца у швајцарској војсци.
Фриш је радо посећивао позориште у Цириху које је у доба нацизма прихватало немачке избеглице и нудило квалитетан програм. 
1951. изашла је његова драма „Гроф Едерланд“ (Graf Öderland), о једном државном тужиоцу, коме је досадио грађански живот и који је кренуо у потрагу за апсолутном слободом при чему убија секиром сваког ко му стане на пут. Едерланд завршава као вођа једног револуционарлног ослободилачког покрета и та позиција му доноси моћ и одговорност које му истовремено доносе стеге какве је имао и на почетку дела. Драма је доживела неуспех код публике и критике, окарактерисана је као вишеструка идеологија и осуђена као нихилистичка.
Исте године одлази у САД и Мексико. Тада пише драму „Дон Жуан или љубав према геометрији“ (Don Juan oder Die Liebe zur Geometrie). Говори о сукобу између брачних обавеза и интереса: Главни јунак је савремени Дон Жуан, кога интересују студије геометрије и глума док жене заузимају само епизодну улогу у његовом животу. Када његово безосећајно понашање доведе до бројних смрти, заљубљује се у некадашњу проститутку.
1954. појављује се његов роман „Штилер“ (Stiller), роман о отуђењу личности. Главни лик Анатол Лудвих Штилер најпре тврди током кривичног поступка против њега да је неко други а затим је приморан да обелодани свој прави идентитет швајцарског вајара. Роман, у ком се преплићу елементи криминалистичког романа и аутентичнан стил налик дневнику, доживео је комерцијални успех што Фришу доноси разна признања као писцу. Теза о неспојивости уметности и породице назире се у делу и тада се Фриш одваја од своје породице и изнајмљује у мањем месту мали стан. 1955. одлучује да ради искључиво као слободан писац.
Крајем 1955. почиње са радом на роману „Хомо Фабер“ (Homo faber) у ком је, као и у Штилеру, проблем кривице сагледан у оквиру поодвојене личности што је заправо само манифестација осећаја кривице и нечисте савести чији реалан узрок није откривен. Главни јунак је инжењер који пропада због чисто техничко-рационалних погледа на свет.
У јулу 1958. Фриш се упознаје са аустријском списатељицом Ингеборг Бахман. Иако је она одбила његову брачну понуду, он је био све до 1968. њен верни пратилац и сапутник. Веза између њих била је интензивна али проблематична за обе стране: Фриш није тајио своје сексуалне „излете“ и изражавао љубомору када би његова партнерка захтевала иста права. Његов роман „Нека ми име буде Гантенбајн“ (Mein Name sei Gantenbein ) важи као директна реакција на ту везу која се непосредно пре издавања завршила. Роман говори о крају једног брака и комплексном стилу „шта би било, кад би било“.
Крајем 1968. венчао се са 28 година млађом студенткињом немачког и француског језика Маријаном Елерс. Међутим, дошло је до развода 1979. када се обелоданила његова афера са 32 године млађом Американком током једног семинара у САД. 
Старост и пролазност су са годинама постајали центар Фришових дела. Умро је пред свој 80. рођендан.

## Књижевна дела
Дневник као литарарна форма
Дневник важи као типична форма за Фриша. При томе се не мисли на приватан дневник, који би задовољио воајерисање читалаштва већ литерарно обрађено описивање подсвести у стилу Џејмса Џојса и Алфреда Деблина.
Прозна дела
Иако је прве успехе начинио у позоришту, његови романи и дужа прозаична дела се убрајају у његове најважније литерарне форме. Нарочито у касним годинама његовог живота.
Драме
Драме као што су „Дон Жуан или љубав према геометрији“, „Бидерман или подметач пожара“ и „Андора“ убрајају се у најуспешније извођене драме на немачком језику.

## Тематика
Личност и идентитет
Разликују се две категорије портретисања личности. У првој се личност доживљава као судбина. Пример за то је Валтер Фабер у роману „Хомо Фабер“ који је заробљен у телу текхничара. Друга категорија тематизује ослобођење од своје личности, као у романима „Штилер“ и „Нека ми име буде Гантенбајн“, у којима главни ликови стварају нове идентитете да би побегли од своје праве личности. 
Супротно страном портрету стоји људски идентитет. По Фришу, сваки човек поседује своју јединствену индивидуалност, која се стално изнова оправдава и која би морала да се оствари. Процес самоприхваћивања и самоостварења је чин слободе, могућности избора. При томе самоодабир није јединствени чин. Право Ја мора стално да се препознаје и бира. Страх, да се то Ја не изгуби и самим тим изгубити живот, заузима централно место већ у раној фази Фришовог стваралаштва. Погрешан самоодабир води до човековог отуђења од самог себе и света. Човекова егзистенција може да буде испуњена само у ограниченом року стварног живота.
Веза између полова
Мушки протагонисти се у делима Фриша могу поредити са типичним представником модерног мушкарца: егоцентрични, тешко доносе одлуке, несигурни у погледу себе, погрешно схватају своју праву ситуацију. Воде живот изолованог појединца. Ако развију дубља осећања према жени, губе своју емоционалну стабилност и према партнеру постају несигурни, посесивни и љубоморни. 
Женски протагонисти, такође, показују стереотипне црте. Често су приказане као величанствене и дивне, наизглед еманциповане и боље од својих мужева. У каснијим делима, жене су све више једнодимензионалне и не показују унутрашњу противречност. Приказане су као катализатори успеха или пропасти мушкарчеве егзистенције. Жене су активније по питању веза између партнера, док је мушкарац неодлучан, замишљен и пасиван.